# Arachis archeri
Arachis archeri es una especie de planta floral del género Arachis, categorizada en la tribu Dalbergieae, de la subfamilia Faboideae.

## Distribución
Especie nativa de Brasil. Crece en el bioma tropical.

## Taxonomía
Fue descrita por Krapov. & W.C.Greg. y publicada en Bonplandia (Corrientes) 8: 46 (1994).
Sinónimos heterotípicos
- Arachis diogoi f. minor Hoehne.[1]
- Arachis diogoi f. sericeovillosa Hoehne.[1]
- Arachis diogoi f. subglabrata Hoehne.[1]
- Arachis glabrata f. sericeovillosa (Hoehne) F.J.Herm.[1]